# Коцерани
Коцерани (пол. Kocerany) — село в Польщі, у гміні Пневи Груєцького повіту Мазовецького воєводства.
Населення — 205 осіб (2011).
У 1975-1998 роках село належало до Радомського воєводства.

## Демографія
Демографічна структура станом на 31 березня 2011 року:
|          | Загалом | Допрацездатний вік | Працездатний вік | Постпрацездатний вік |
| -------- | ------- | ------------------ | ---------------- | -------------------- |
| Чоловіки | 103     | 21                 | 70               | 12                   |
| Жінки    | 102     | 19                 | 62               | 21                   |
| Разом    | 205     | 40                 | 132              | 33                   |